# 阿波福井駅
阿波福井駅（あわふくいえき）は、徳島県阿南市福井町中連にある、四国旅客鉄道（JR四国）牟岐線の駅である。駅番号はM17。

## 概要
元は福井村（その後合併して橘町、更に合併して阿南市に）の玄関口として設けられたのだが、その中心地は北に約2 km離れている。駅の目の前を国道55号が通り交通量も多いが、周囲は建物もまばらな山間部である。近くには福井ダムや福井ダム公園がある。

## 歴史
- 1937年（昭和12年）6月27日：開業[2]
- 1970年（昭和45年）4月1日：貨物取扱廃止[2]。
- 1972年（昭和47年）10月1日：荷物扱い廃止[4]。無人駅となる[3]。
- 1987年（昭和62年）4月1日：国鉄分割民営化によりJR四国の駅となる[2]。
- 2008年（平成20年）4月：うどん屋「駅小屋」新装開店。
- 2013年（平成25年）頃：うどん屋「駅小屋」閉店。 簡易委託駅解除。
- 2019年（令和元年）5月13日：トイレ廃止。

## 駅構造
1面1線のホームを有する地上駅。かつては島式ホーム1面2線の構造を有したが、1線を撤去した。木造駅舎を有する。
駅舎は地上駅舎である。かつては駅舎内にうどん屋「駅小屋」が入居しており、当駅はうどん屋で近距離切符を扱う簡易委託駅となっていた。
なお、かつては当駅を始終着とする普通列車が複数設定されていたが、現在は設定されていない。

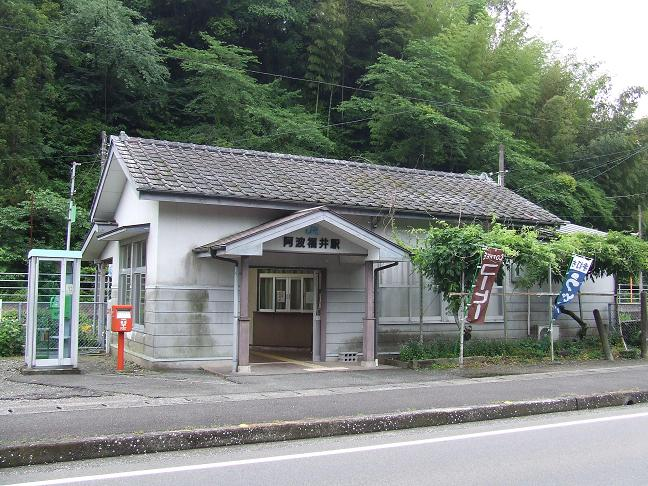
駅舎（2008年5月）

## 駅周辺
- 国道55号
- 金刀比羅神社
- 大宮八幡神社
- 真光寺
- 金林寺
- 大菩薩峠

## 隣の駅
四国旅客鉄道（JR四国）
■牟岐線
■普通
新野駅 (M16) - 阿波福井駅 (M17) - 由岐駅 (M18)